# District de Higashiibaraki
Le district de Higashiibaraki (東茨城郡, Higashiibaraki-gun) est un district de la préfecture d'Ibaraki au Japon.
Au 1er janvier 2014, sa population était de 71 130 habitants pour une superficie de 306,56 km2.

## Communes du district
- Ibaraki
- Ōarai
- Shirosato